# Benzedrine

Strukturformel för amfetamin.

Benzedrine är ett varunamn för en racemisk blandning av amfetamin (dextrolevoamfetamin). Den marknadsfördes med start 1928 under detta varunamn i USA för inhalation för att utvidga näs- och lungvägarna. Användarna upptäckte att medlet hade en euforisk, stimulerande effekt och det kom därför att missbrukas. Benzedrine fanns som läkemedel i Sverige till 1952, då det avregistrerades.